# Рашвілл (Індіана)
Рашвілл (англ. Rushville) — місто (англ. city) в США, в окрузі Раш штату Індіана. Населення — 6208 осіб (2020).

## Географія
Рашвілл розташований за координатами 39°36′55″ пн. ш. 85°26′47″ зх. д. / 39.61528° пн. ш. 85.44639° зх. д. (39.615408, -85.446322).  За даними Бюро перепису населення США в 2010 році місто мало площу 8,01 км², уся площа — суходіл.

## Демографія
Згідно з переписом 2010 року, у місті мешкала 6341 особа в 2616 домогосподарствах у складі 1633 родин. Густота населення становила 792 особи/км².  Було 2928 помешкань (366/км²).
Расовий склад населення:
| - 95,8 % — білих - 1,5 % — чорних або афроамериканців - 0,6 % — азіатів - 0,1 % — корінних американців |

До двох чи більше рас належало 1,2 %. Частка іспаномовних становила 1,2 % від усіх жителів.
За віковим діапазоном населення розподілялося таким чином: 24,0 % — особи молодші 18 років, 58,5 % — особи у віці 18—64 років, 17,5 % — особи у віці 65 років та старші. Медіана віку мешканця становила 39,3 року. На 100 осіб жіночої статі у місті припадало 90,5 чоловіків;  на 100 жінок у віці від 18 років та старших — 85,0 чоловіків також старших 18 років.
Середній дохід на одне домашнє господарство  становив 44 353 долари США (медіана — 34 942), а середній дохід на одну сім'ю — 52 880 доларів (медіана — 43 446). Медіана доходів становила 36 514 долари для чоловіків та 30 860 доларів для жінок. За межею бідності перебувало 22,3 % осіб, у тому числі 31,2 % дітей у віці до 18 років та 11,8 % осіб у віці 65 років та старших.
Цивільне працевлаштоване населення становило 2788 осіб. Основні галузі зайнятості: виробництво — 27,0 %, мистецтво, розваги та відпочинок — 18,1 %, освіта, охорона здоров'я та соціальна допомога — 16,5 %.